# Concepción (Paraguay)
Pour les articles homonymes, voir Concepción.
Concepción est une ville du Paraguay, capitale du département de Concepción, située sur la rive gauche du Río Paraguay. En 2002, sa population se montait à 45 068 habitants.